# Kontaktne leće
Kontaktne leće su korektivne, kozmetičke, ili terapijske leće stavljene na rožnicu oka. Moderne meke kontaktne leće su izumili češki kemičari Otto Wichterle i Drahoslav Lim, kao i prvi gel koji je korišten kao materijal za njihovu izradu.
Kontaktne leće obično služe korektivnoj svrsi kao i uobičajene naočale, ali neke su lagane i na prvi pogled nevidljive - mnoge komercionalne leće su blijedo plave boje sto ih čini vidljivijima kad se urone u tekućine za čišćenje i pohranu. Neke kozmetičke leće su namjerno obojene da bi izmijenile boju oka. 
Ustanovljeno je da 125 milijuna ljudi diljem svijeta koristi leće (2%), uključujući 28 do 38 milijuna u SAD-u i 13 milijuna u Japanu. Vrste leća koje se propisuju se dosta razlikuju među državama, primjerice tvrdih leća je propisano više od 20% u Japanu, Nizozemskoj i Njemačkoj, no manje od 5% u Skandinaviji. 
Ljudi se odlučuju na nošenje kontaktnih leća zbog mnogo razloga, često zbog njihovih karakteristika, poput naizgledne nevidljivosti i praktičnosti. Uspoređujući ih s naočalama, kontaktnim lećama manje smetaju vremenske nepogode, ne zamagljuju se i osiguravaju veće vidno polje. Pogodnije su za sportske aktivnosti. No, neka oftalmološka stanja poput keratokonusa i anizokorije ne mogu biti ispravljene lećama.

## Povijest
Adolf Fick je 1887. bio prvi koji je uspješno postavio kontaktne leće, koje su bile načinjene od smeđeg stakla. 
Leonardo da Vinci je često hvaljen za radove o općim principima kontaktnih leća u svom radu iz 1508. Codex of the eye, Manual D, gdje je opisivao metodu direktne promjene moći rožnice stavljajući oko u zdjelu vode. No Leonardo ipak nije preporučio svoju ideju za ispravljanje vida - više se zanimao za mehanizam akomodacije oka. 
René Descartes je postavio svoju ideju 1636., koristeći staklenu cijev punu tekućine koju je postavio u direktni kontakt s rožnicom. Drugi kraj je bio sastavljen od čistog stakla, oblikovan da popravi vid, no ideja je bila nepraktična i neuporabljiva, jer treptanje nije bilo moguće.
Izvodeći eksperimente u vezi mehanizma akomodacije, znanstvenik Thomas Young je 1801. godine konstruirao čašicu za oko punu tekućine, kao preteču modernih kontaktnih leća. Na bazi te očne čašice, Young je postavio mali mikroskop. No, Youngov izum, kao ni Leonardov, nije bio sastavljen da popravi pogreške u refrakciji oka.
John Herschel je u svojim bilješkama Enciklopedije Metropolitane iz 1845., je predložio dvije ideje za korekciju vida: sferična kapsula stakla punjena životinjskom hladetinom, te model rožnice koji se može postaviti na neku vrstu transparentnog medija. Iako Herschel nikad nije testirao svoje ideje, one su kasnije bile unaprijeđene od strane nekoliko neovisnih izumitelja kao sto su Mađar Dallos (1929.), koji je usavršio metodu pravljenja kalupa sa živog oka. To je omogućilo izradu leća koje su po prvi put pristajale obliku pravog oka. 
Godine 1887.  njemački puhač stakla, F.E. Muller proizveo je prvo podnošljivo pokrivalo za oko kroz koje se moglo vidjeti. Iduće godine, njemački fiziolog Adolf Eugen Fick je konstruirao i postavio prve uspješne kontaktne lece. Dok je radio u Zürichu, opisao je afokalne kontaktne ljuskice za bjeloočnicu, kojima je mjesto bilo na manje osjetljivom obruču tkiva oko rožnice, i ispitivao je njihovo postavljanje, najprije na zečevima, pa na sebi, te potom na maloj grupi dobrovoljaca. Te su leće bile izrađene od teškog smeđeg stakla i bile su promjera 18-21mm. Prazan prostor između rožnice i stakla Fick je ispunio s otopinom dekstroze. Publicirao je svoj rad, Contactbrille", u časopisu Archiv für Augenheilkunde u ožujku 1888.
Fickove leće su bile velike, nespretne, i mogle su biti nošene samo nekoliko sati. August Müller u Kielu, u Njemačkoj, je ispravio svoju vlastitu kratkovidnost s pogodnijom kontaktnom lećom od smeđeg stakla iz svoje vlastite izrade 1888. godine.
Također u 1887, Louis J. Girard je izumio sličnu formu bjeloočničnih kontaktnih leca, koje su nastale iz puhanoga stakla, i ostale su jedina forma kontaktnih leća sve do 1930-tih kada je bio izumljen polimetil-metakrilat (PMMA ili Perspex/Plexiglas), omogućujući razvitak plastičnih kontaktnih leća po prvi put. 1936, optometričar William Feinbloom je predstavio plastično-staklene, lakše i pogodnije leće. 
1949 su razvijene prve rožnične leće. Bile su mnogo manje od prethodnih bjeloočničnih leća, i bile su postavljene samo na rožnici za razliku od bjeloočničnih koje su zauzimale cijelu vidljivu površinu oka, i mogle su biti nošene do 16 sati dnevno. PMMA rožnične leće su postale prve leće s masivnim odazivom 1960-tih.
Jedna važna mana PMMA leća je da zrak ne može proći kroz leću i ne dolazi do spojnice i rožnice, što može uzrokovati određen broj kliničkih problema. Pri kraju 1970-ih, te tijekom 1980-tih i 1990-tih, određen broj ipak tvrdih materijala koje propuštaju kisik je bio razvijen kako bi se prevladao problem. Zajedno se ovi polimeri nazivaju RGP materijalima ili lećama, po engl. "rigid gas permeable". Iako svi navedeni tipovi leća – bjeloočnični, PMMA i RGP, se mogu kolektivno nazivati teškim, ili tvrdim lećama, termin teške se danas koristi za originalne PMMA leće koje se još uvijek ponekad koriste i nose, dok se naziv tvrde može koristiti za bilo koji navedeni tip leća. Teške (PMMA) leće su zapravo podvrsta tvrdih leća. Ponekad naziv gas permeable (one koje propuštaju kisik), se koristi za RGP leće, ali to moze biti zavaravajuće, jer meke leće također propuštaju kisik omogućavajući mu da dođe do površine oka. 
Važan preokret u mekim lećama su napravili češki kemičari Otto Wichterle i Drahoslav Lim koji us publicirali djelo hidrofilni gel za biološku uoptrebu u časopisu Priroda 1959. To je vodilo do pojave prvih mekih leća u nekim zemljama u 1960-ima i do prvog odobrenja Soflens materijala od strane Američke udruge za hranu i administracije (FDA) 1971. Te su leće uskoro češće propisivane nego tvrde leće, uglavnom zbog veće udobnosti mekih leća, za usporedbu, tvrde leće zahtijevaju period adaptacije prije nego što se postigne puna udobnost. Polimeri od kojih su izgrađene meke leće su se još poboljšali idućih 25 godina, posebice u povećanju intenziteta permeabilnosti kisika mijenjajući sastav polimera. 
Godine 1999. se dogodio važan korak u razvoju leća - puštanje prvog silikonskog hidrogela na tržište. Ti novi materijali su utjelovili prednosti silikona, koji ima veliku permeabilnost za kisik, s udobnošću i kliničkim performansom konvencionalnog hidrogela koji se upotrebljavao zadnjih 30 godina.

## Vrste kontaktnih leća
Kontaktne leće mogu se podijeliti na više načina.

### Prema funkciji

#### Korektivne kontaktne leće
Korektivne kontaktne leće su leće konstruirane u svrhu korekcije vida. Kod mnogih ljudi naime postoji nepodudarnost između refrakterne sposobnosti oka i duljine oka, što dovodi do refrakterne greške. Leća neutralizira takvu nepodudarnost te ostvaruje točan fokus svijetla na retinu. Stanja koja su rješiva uporabom kontaktnih leća su miopija (kratkovidnost), hipermetropija(dalekovidnost), astigmatizam i prezbiopija. Korisnici leća ih obično moraju odstraniti iz oka noću ili svakih nekoliko dana, ovisno o vrsti same leće. U posljednje vrijeme raste interes za ortokeratologiju, korekciju miopije noćnim izravnavanjem rožnice (kornea), omogućavajući tako normalan vid bez uporabe korektivnih sredstava danju.
Za one koji pate od bolesti deficijencija boje, razvijena je crveno obojana “X- Chrom” kontaktna leća. Iako ovaj tip leće ne može u potpunost vratiti vid za boje, ipak pomaže u određenom broju slučajeva.[19][20]
ChromaGen leće koje su se pokazale vrlo dobrim u korekciji vida za boje, istodobno su uzrokovale lošiji vid noću, što se također treba uzeti u obzir.[21] 
Kasnija istraživanja koja su se bavila ovim lećama, obuhvaćala su radove s disleksičarima, i to po principu randomiziranih, dvostruko slijepih testova, prikazivajući pritom značajna poboljšanja u čitanju u odnosu na korištenje placeba ili čitanja bez pomagala. Uspjeh je potvrđen izdavanjem FDA odobrenja u SAD- u.

#### Kozmetičke kontaktne leće
Dizajnirane su za promjenu izgleda oka. Ovakve leće također mogu popraviti vid, no takva korekcija je ograničena zbog samog dizajna istih.U SAD- ovakve leće često nazivaju dekorativnim lećama.[24][25][26][27]
Filmske kontaktne leće su tip leća koje se primarno koriste u zabavnoj industriji za promjenu izgleda oka, bilo su smislu estetike,bilo u horor filmovima gdje se postiže efekt demonskog, zamagljenog, beživotnog.[28] Moguća je i zloupotreba kod korištenja nekih droga, kako bi se postigao “normalan” izgled oka( bez promjene u zjenicama).
Skleralne leće pokrivaju “bijeli” dio oka, te se također koriste u svrhe filma. Nedostatak im je da se teško stavljaju, skidaju, te se ne smiju nositi duže od tri sata jer mogu imati negativnu reperkusiju na vid.[30]
Slične leće posjeduju više medicinska svojstva. Naprimjer neke od njih mogu povećati šarenicu (iris) ili prekriti defekte, aniridiju (nedostatak šarenice) ili diskoriju (oštećenje šarenice).
Iako su mnogi brandovi leća blago obojani radi lakšeg korištenja, leće korištene za promjenu boja oka su vrlo malo u uporabi;čine samo 3% zastupljenosti prodaje u 2004. godini [31]

#### Terapeutske kontaktne leće
Meke leće se često koriste u liječenju ne-refraktornih poremećaja oka. Zavojna kontaktna leća štiti bolesnu ili oštečenu rožnicu (korneu) od neprestanog podražaja od strane vjeđe, dopuštajući tako oporavak rožnice.[32] Bolesti u kojima se koriste ovakve leće su:bulozna keratopatija, suhoća očiju, ulkusi i erozije rožnice, keratitisi, kornealni edem, descemetokele, kornealne ektazije, Moorenov ulkus, prednja kornealna distrofija, neurotrofični keratokonjuktivitis.[33] Također postoje kontaktne leće koje služe za otpuštanje lijekova u oko.[34]

### Prema materijalu
Kontaktne leće, jednom stavljene u oko postaju gotovo nevidljive.
Prve generacije kontaktnih leća bile su izrađene od stakla, uzrokovale su iritaciju očiju, te se samim time nisu mogle dugo nositi. No kada je Wiliam Feinbloom predstavio leće konstruirane od polymethyl methacrylate (PMMA or Perspex/Plexiglas), one su postale puno prikladnije. Ovakve leće se popularno nazivaju tvrde leće.
Da ne bi sve bilo idealno, i PMMA leće imaju svoje nedostatke; ne dopuštaju prolaz kisika do kornee što može u nekim slučajevima uzrokovati kliničke poremećaje. U kasnim 70- im, kroz 80-e, a pogotovo 90- ih godina radilo se na usavršavanju kako proizvodnje, tako i materijala. Napredak je ostvaren u vidu polimera koji su bili dovoljno otporni, a opet su propuštali kisik. Nazvani su 'RGP' (rigid gas permeable) materijali ili leće. Jedna od prednosti tvrdih leća jest da zbog svoje građe ne apsorbiraju pare ni kemikalije što je značajno kod nekih zanimanja (brodogradnja, stolari…).
Tvrde leće nude brojne jedinstvene osobine. Primjerice, sposobne su nadomjestiti prirodni oblik rožnice s novom refrakternom površinom. U praksi to znači da ove leće mogu pružitit izvrsnu korekciju vid u ljudi koji imaju astigmatizam ili premećeni oblik rožnice kao kod keratokonusa.
Dok su rigidne leće u uporabi oko 120 godina, meke su mnogo recentnijeg datuma izrade. Najveći korak naprijed u njihovom razvoju učinio je Otto Wichterle. On je omogućio lansiranje prve mekane (hidrogelske) kontaktne leće u nekim državama SAD-a, 1960-ih te FDA odobrenja Soflens materijala (polimacon) 1971. godine. Mekane su leće za razliku od tvrdih instant- udobne, dok tvrde zahtijevaju period adaptacije. Polimeri za izradu su u zadnjih 30 godina poboljšavani, pogotovo u vidu permeabilnosti za kisik.
Postoji također i mali broj meko- tvrdih hibrida. Kod takvih leća jedna je mala tvrda leća pričvršćena na veću, meku. Izrađuju se za situacije kada optička moć ili udobnost samo jednog tipa leće nije dovoljna.
Godine 1999., na tržište su došli silikonski hidrogelovi. Oni objedinjuju kako ekstremno visoku propusnost za kisik i visoku udobnost tako i kliničke performanse. Ove su leće isprva bile namijenjene za produženo (noćno) korištenje, no u nedavno su u uporabu došle i silikonske hidrogelne leće za dnevnu uporabu.[35].
No dok s jedne strane podiže permeabilitet za kisik, silikon površinu leće čini hidrofobnom i manje “podmazanom”. To je i razlog čestog osjećaja iritacije i neugodnosti. Zato je i dodana komponenta hidrogela koja kompenzira hidrofobiju. Usprkos tome, ponekad se mora pribjeći drugim rješenjima, poput modifikacije površine i primjeni specijalnih podmazivača.

## Prema učestalosti zamjene
Postoje razne meke kontaktne leće te se one često dijele prema vremenu zamjene. Najkraće se koriste dnevne leće koje se bacaju svake noći te zamijene novima. One najbolje odgovaraju pacijentima s alergijama i ostalim stanjima, jer ograničavaju odlaganje antigena i proteina. Također su korisne kod ljudi koji leće nose neredovito ili u situacijama kad bi ih lako mogli izgubiti (npr. plivanje i ostale sportske aktivnosti). Češće se nose dva tjedna ili mjesec dana pa nakon tog perioda zamijene novima. Tromjesečne i godišnje leće su se prije češće koristile, no sad su izgubile značaj, jer češća izmjena omogućuje tanje leće. Tvrde plinopropusne leće su vrlo dugotrajne te mogu trajati i nekoliko godina bez potrebe za zamjenom. PMMA tvrde leće su vrlo dugotrajne i mogu se nositi 5-10 godina. Zanimljivo, pažljiva analiza materijala korištenih za izradu mnogih dnevnih leća pokazuje da su one izrađene od istih materijala (npr. silikon-hidrogel [senofilcon-A]) kao i leće dužeg trajanja (npr. mjesečne leće) istog proizvođača. Leće se često razlikuju samo u promjeru ili baznoj zakrivljenosti.

## Prema dizajnu
Sferične kontaktne leće su one kod kojih su i vanjska i unutrašnja optička površina dijelovi sfere. Torične leće su one kod kojih jedna ili obje optičke površine imaju efekt cilindričnih leća, najčešće u kombinaciji s efektima sferičnih leća. Kratkovidni (miopi) i dalekovidni (hiperopi) ljudi koji uz to imaju i astigmatizam, i kojima je bilo rečeno da obične kontaktne leće nisu prikladne za njih, mogu nositi torične leće. Ako jedno oko ima stigmatizam, a drugo ne, pacijent može na jednom oku nositi toričnu leću, a na drugom sferičnu. Torične leće su izrađene od istih materijala kao i ostale meke leće, ali postoje neke specifičnosti vezane za torične leće:
- Torične leće korigiraju i sferična i cilindrična odstupanja
- Kako nisu simetrične oko centra i ne smiju se rotirati, mogu imati određeno što je gore, a što dolje. Leće moraju zadržati svoj položaj neovisno o pokretima oka. Često su leće deblje na dnu i taj dio pri treptanju gornja vjeđa gura prema dolje, te tako omogućuje leći da se smjesti u pravilan položaj.
- Obično je njihova proizvodnja skuplja od proizvodnje ne-toričnih leća, zato su one napravljene za produženo nošenje. Prve torične leće predstavio je Vistakon 2000.g.

Kao i naočale, i kontaktne leće mogu imati jedno ili više (multifokalna) žarišta.
Za korekciju presbiopije ili nedostatne akomodacije koriste se multifokalne kontaktne leće. Postoji posebna tehnika (monovizija) kada se jednom lećom korigira dalekovidost jednog oka, a drugom kratkovidnost drugog oka. Alternativno, osoba može nositi leće za korekciju kratkovidnosti, a naočale za dalekovidnost.
Tvrde plinopropusne bifokalne leće često imaju na dnu malu leću za vid na blizinu, kod čitanja, a zatim se leća mora pomaknuti okomito za vid na daljinu, slično kao kod bifokalnih naočala.
Multifokalne kontaktne leće je složenije proizvesti i zahtijevaju veću vještinu prilikom postavljanja. Sve bifokalne meke kontaktne leće istovremeno korigiraju vid i na daljinu i na blizinu, bez obzira na položaj oka. Često su ove leće dizajnirane tako da se korekcija kratkovidnosti vrši centralnim dijelom leće, a korekcija dalekovidnosti perifernim dijelom leće.

## Implantacija
Intraokularne leće,  poznate i kao implantacijske kontaktne leće su posebne male korektivne leće koje se kirurški usade u stražnju očnu komoru iza šarenice i ispred leće za ispravljanje većih stupnjeva miopije (kratkovidnosti) i hiperopije (dalekovidnosti).

## Proizvodnja kontaktnih leća
Većina kontaktnih leća proizvodi se masovno.
- "Spin-cast" leće – meka kontaktna leća proizvedena vrtloženjem tekućeg silikona u okretnom kalupu velikom brzinom
- Lathe turned – kontaktna leća rezana i dotjerana na CNC tokarilici. Leća je na početku cilindričnog oblika, a dijamantni nož odstrani željeni dio materijala iz unutrašnjosti leće. Zatim se konakavni i konveksni dio leće dotjeruju i poliraju finom abrazivnom pastom. Pojedini proizvođači mogu proizvesti i do 1000 kontaktnih leća na dan.
- Lijevane u kalup
- Hibridi

Iako mnogo kompanija proizvodi kontaktne leće, četiri su glavna proizvođača:
- Vistakon/Johnson & Johnson
- CIBA Vision
- Bausch & Lomb
- CooperVision.

Manji proizvođači su:
- Conta Optic
- Daysoft
- Menicon
- MPG&E/Müller Welt
- SafiLens
- Wöhlk/Zeiss Contactlinsen
- UltraVision

### Materijali od kojih se rade kontaktne leće
- Asmofilcon A
- Methafilcon A
- Polymacon
- Hilafilcon A
- Hilafilcon B
- Balafilcon A
- Tetrafilcon A
- Galyfilcon A
- Senofilcon
- Lotrafilcon B
- Omafilcon A
- Phemfilcon A
- Vifilcon A

## Propisivanje kontaktnih leća
Propisivanje kontaktnih leća je obično ograničeno na oftalmologe. U zemljama kao što su SAD (po Food and drug Administration,kontaktne leće su medicinska pomagala), Velikoj Britaniji i Australiji, obično su odgovorni “optometrists”. U Francuskoj i Istočnoj Europi, oftalmolozi igraju glavnu ulogu. U ostalim dijelovima svijeta optičari obično propisuju kontaktne leće. Recepti za kontaktne leće i naočale mogu biti slični, ali nisu zamjenjivi. 
Liječnik ili podešivač kontaktnih leća određuje prikladnost kontaktnih leća za pojedinca tijekom pregleda očiju. Provjerava se zdravlje rožnice; očne alergije ili suhe oči mogu utjecati na sposobnost osoba da uspješno nose kontaktne leće. Pogotovo nakon dobi od 35 godina, suhe oči čine rizik za nošenje leća, pogotovo mekih.
Parametri navedeni u receptu za kontaktne leće mogu uključivati: 
Materijal (npr. propusnost kisika / Transmissibility (DK / L, DK / t), sadržaj vode, modul) 
- Radijus zakrivljenosti baze (BC, BCR)

Promjer (D, OAD) 
Snaga u dioptrijama - kružni, cilindrični i / ili dodatak za čitanje) 
- Os cilindra
- Debljina centra (CT)
- Marka

Mnogi ljudi koji već nose kontaktne leće, naručuju ih putem Interneta. U SAD-u, Akt o pravednosti prema korisnicima kontaktnih leća, koji je postao zakonom u veljači 2004, namjeren je da pacijantima osigura dostupnost recepata za kontaktne leće. Po zakonu potrošači imaju pravo dobiti kopiju svog recepta, dopuštajući im da popune taj recept po izboru. 

### Komplikacije
Komplikacije zbog korištenja kontaktnih leća zahvaćaju manje od 4% korisnika svake godine. Prekomjerno korištenje kontaktnih leća, posebice preko noći, povezano je s najviše sigurnosnih problema. Problemi vezani s nošenjem kontaktnih leća mogu utjecati na očni kapak ,konjunktivu, različite slojeve rožnice, pa čak i na suzni film koji pokriva vanjsku površinu oka. 
Studije provedene na nuspojavavama dugoročnog nošenja kontaktnih leća, odnosno duže od 5 godina, kao istraživanje od Zuguo Liu et al., 2000, zaključuje da "Čini se da dugoročno nošenje kontaktnih leća smanjenje debljinu rožnice i povećava zakrivljenost rožnice i površinske nepravilnosti." 
Dugoročno nošenje tvrdih kontaktnih povezano je sa smanjenom gustoćom keratocita rožnice. 

### Očni kapci
- Ptoza

### Konjunktiva
- kontaktni konjuktivitis
- Gigantopapilarni konjunktivitis
- Keratokonjuktivitis gornjeg limbusa

### Rožnica
- Epitel
  - Abrazija rožnice
  - Erozije rožnice
  - Ulkus rožnice
  - Hipoksija
- Stroma  
  - Infekcija i keratitis 
    - Bakterije
    - Protozoa: Acanthamoeba
    - Gljivice: Fusarium

  - Crvenilo oka uzrokovano kontaktnim lećama (CLARE)
  - Keratokonus
- Endotel rožnice

## Upotreba
Prije diranja kontaktnih leća ili očiju, važno je temeljito oprati i isprati ruke sapunom koji ne sadrži ovlaživače ili alergene poput mirisa. Sapun ne bi trebao biti antibakterijski zbog opasnosti od nepravilnog pranja ruku i mogućnosi uništavanja prirodnih bakterija oka. Te bakterije sprječavaju patogene bakterije u kolonizaciji rožnice. Tehnika za uklanjanje ili umetanju kontakt leća neznatno se razlikuje ovisno o tome je li leća je mekana ili tvrda. 

### Umetanje
Kontaktne leće se obično umeću u oko stavljanjem ih na kažiprst s konkavnom stranom gore i podizanjem do dodira s rožnicom. Druga ruka može držati oko otvoreno. Problemi mogu nastati pogotovo s upotrebom mekih leća; ako je površinska napetost između leće i prsta suviše velika, leća se može okrenuti naopako ili se saviti na pola. Kada leća dođe u dodir s okom može doći do kratkog perioda iritacije dok se oko ne prilagodi leći, i također (ako leća koja se koristi više puta nije dobro očišćena) zbog prljavštine na leći. Natapanje može pomoći u tom periodu, što obično ne bi trebalo trajati više od jedne minute. Možda je spomenuto da, iako je to lako reći, ako ste naopako stavili leću (obično je to bolno i vid je smanjen) može se odrediti položaj leće prije stavljanja, držeći leću na vrhu prsta i stiskanjem dna leće s dva prsta druge ruke. Ako je leća na ispravnoj strani rubovi se oblikuju prema unutra.

### Uklanjanje
Meka leća može biti uklonjena držeći kapak otvorenim i uzimanjem leće palcem i kažiprstom. Ovom metodom može doći do iritacije, riskira se oštećenje oka i u velikom broju slučajeva može biti teška, dijelom zbog refleksa treptanja. Ako je leća odgurnuta s rožnice (dodirivanjem leće sa svojim kažiprstom i gledanjem prema nosu, pomicanjem leće) sklupčat će se (zbog razlike u zakrivljenost), čime će se postati lakša za hvatanje.
Krute kontaktne leće mogu se ukloniti tako da se jednim prstom povlači vanjskog ili bočni ugao oka, a zatim trptanjem da leća izgubi prijanjanje. Druga ruka je obično ispod oka i hvata leću. Također postoje mali alati za uklanjanje leća, koji nalikuju malim kliještima izrađenim od fleksibilne plastike. Konkavni krajem se ide do oka i dodiruje leća, formirajući spoj jači od onog koji leća ima s rožnicom što omogućuje da uklonimo leću.

### Održavanje leća
Dok leće za jednokratnu upotrebu ne treba čistiti, druge vrste leća treba redovito čistiti i dezinficirati da bi se kroz njih dobro vidjelo spriječila se nelagoda i infekcije različitim mikroorganizmima poput bakterija, gljivica i Acanthamoeba, koje stvore biološku opnu (biofilm) na površini leće. Postoje različite vrste proizvoda za čišćenje:
- Višenamjenska otopina – Najpopularnija vrsta otopine za čišćenje kontaktnih leća. Može se upotrebljavati za ispiranje, dezinfekciju, čišćenje i pohranjivanje leća. Upotrebom ovog proizvoda u većini slučajeva ne stvara se potreba za enzimskim tabletama za uklanjanje proteina. Nekim višenamjenskim otopinama ne mogu se ukloniti Acanthamoebe s leća. Jedna vrsta višenamjenske otopine je opozvana zbog niza infekcija Acanthamoebama u svibnju 2007. godine. Novije generacije višenamjenskih otopina učinkovito uklanjaju bakterije, gljivice i Acanthamoebe i regeneriraju leće za vrijeme namakanja.
- Fiziološka otopina (Saline solution) – Upotrebljava se za ispiranje leća nakon čišćenja i pripreme za upotrebu. Fiziološke otopine ne dezinficiraju leće.
- Tekućina za dnevno čišćenje (Daily cleaner) – Upotrebljava se za dnevno čišćenje leća. Priliko m upotrebe leća se položi na dlan, nekoliko kapi tekućine nakapa se na nju, a onda se 20tak sekundi leća trlja vrhom prsta (ovisno o uputstvima porizviđača) s obje strane. Dugi nokti mogu oštetiti leću, pa je potreban oprez.
- Otopina hidrogen peroksida – Upotrebljava se za dezinficiranje leća, a dostupna je u varijanti s jednim i dva koraka u upotrebi (one-step i two-step systems). Prilikom korištenja varijante s upotrebom u dva koraka, korisnik mora provjeriti je li hidrogen peroksid neutraliziran prije nošenja leća, jer bi posljedice mogle biti jako bolne. Peroksid se ispire fiziološkom otopinom. Ako ova otopina dođe u kotakt s očima, preporuča se žuran odlazak do odjela hitne pomoći na ispiranje oka/očiju.
- Enzimsko sredstvo za čišćenje (Enzymatic cleaner) – Upotrebljava se za čišćenje leća od proteinskog taloga, obično jednom tjedno, ako dnevno sredstvo za čišćenje nije dostatno. Tipično, ova vrsta sredstva za čišćenje je u obliku tablete. Proteinski talog čini upotrebu leća neugodnom što može rezultirati nizom problema s očima.

Neki proizvodi se mogu upotrebljavati samo s određenim tipovima kontaktnih leća, pa je važno provjeriti može li se proizvodom čistiti određen tip leće. Sama voda ne bi se smjela koristiti za čišćenje kontaktnih leća, stoga što neće adekvatno dezinficirati leće. Upotreba vode može rezultirati kontaminacijom leća, a poznati su slučajevi u kojima je kontaminacija leća uzrokovala neizlječivu štetu na oku. Važno je držati se uputstva za upotrebu proizvoda kako bi se smanjio rizik iritacije ili infekcije oka. Uz to, važno je temeljito oprati kutijice za pohranu leća s vodom i višenamjenskom otopinom ili hidrogen peroksidom da bi se izbjeglo stvaranje bioloških opni (biofilm) na njihovoj površini.
Također je važno s proizvodom postupati na način koji sprečava kontaminaciju mikroorganizmima: vrhovi posuda u kojima se čuvaju the otopine ni u kojem slučaju ne smiju dotaknuti bilo koju drugu površinu, i moraju se držati zatvorenima kad nisu u upotrebi. Da bi se suzbilo manje kontaminacije proizvoda i neutralizirali mikroorganizmi na kontaktnoj leći, neki proizvodi sadrže prezervative poput thiomersala, benzalkonium klorida, benzil alkohola i drugih spojeva. 1989. thiomersal je uzrokovao 10% od svih problema pri nošenju kontaktnih leća, zbog toga ga mnogi proizvodi više ne sadrže. Proizvodi bez prezervativa obično imaju kraći rok trajanja. Na primjer, fiziološke otopine koje nisu u spreju obično se mogu koristiti samo dva tjedna nakon otvaranja. Nakon što se 1999. godine u izradi mekanih kontaknih leća počeo koristiti siikonski hidrogel, izbor dobre otopine za dezinficiranje postao je još važnijim. Jedno istraživanje je pokazalo da nespojivost nekih novih materijala za leće i nekih otopina može uzrokovati zamućenje rožnice.

## Najnovija istraživanja
Velik dio današnjih istraživanja kontaktnih leća okrenuto je tretmanu i prevenciji bolesti koje su rezultat kontaminacije i kolonizacije kontaktnih leća stranih organizama. Specijalisti se uglavnom slažu da je najistaknutija komplikacija nošenja kontaktnih leća mikorbiološki keratitis, a najčešći patogen Pseudomonas aeruginosa. I drugi organizmi su također važni uzročnici bakterijskog keratitisa povezanog s nošenjem kontaktnih leća, iako njihova učestalost varira na različitim lokacijama. Oni uključuju i vrste bakterija Staphylococcus (aureus i epidermidis) i Streptococcus, između ostalih. Keratitis uzrokovan mikroorganizmima je u fokusu današnjih istraživanja stoga što može imati razoran učinak na oči, uključujući težak gubitak vida.
Jedna od posebno važnih tema istraživanja je kako mikrobi poput Pseudomonas aeruginosa napadnu oko i uzrokuju infekciju. Iako patogeneza keratitisa uzrokovanog mikroorganizmima nije u potpunosti objašnjena, mnogi različiti faktori se istražuju. Jedna grupa znanstvenika je otkrila da je hipoksija rožnice (corneal hypoxia) pogoršana bakterijom Pseudomonas koje vezuju epitel rožnice, upijanjem mikroba i upalnom reakcijom. Jedan način ublažavanja hipoksije je povećavanje količine kisika koji je dopremljen u rožnicu. Iako leće napravljene od silikonskog hidrogela uklanjaju hipoksiju kod pacijenata zbog visoke razine prijenosa kisika, čini se da su učestalije podloge za bakterijsku kontaminaciju i zarazu rožnice nego konvencionalne mekane leće od hidrogela.  Jedna novija studija je pokazala da bakterije  Pseudomonas aeruginosa i Staphylococcus epidermis jače prianjaju kontaktnim lećama od silikonskog hidrogela. Također je pokazala da Pseudomonas aeruginosa prianja 20 puta jače od Staphylococcus epidermis, što bi moglo objasniti zašto su infekcije bakterijom Pseudomonas učestalije.
Još jedno važno područje istraživanja kontaktnih leća je spremnost pacjenata na suradnju i praćenje uputstava. Njegova važnost se sastoji u tome što neposlušnost pacjenata često rezultira kontaminacijom leća i/ili njihove kutijice za pohranu. Dostupnost višenamjenskih otopina i leća za jednokratnu upotrebu je pomogla smanjiti učestalost nekih problema nastalih zbog lošeg čišćenja, ali razvijaju se i nove metode prevencije kontaminacije. Izumljena je kutijica za pohranu leća impregnirana srebrom koje pomaže ukloniti mikrobe koji bi mogli kontaminirati kutijicu. Također, razvijen je veći broj antimikrobnih sredstava koji su sastavni dio samih leća. Kontaktne leće s kovalentno vezanim molekulama selena smanjuju nastanak kolonija bakterija bez negativnog utjecaja na rožnicu zečjeg oka. A upotrebom oktilglukozida kao surfaktanta smanjuje se prianjanje bakterija. Ovi spojevi su od posebnog interesa proizvođačima kontaktnih leća i optometristima zato što unatoč mogućoj nekvalitetnoj suradnji pacjenata uspješno umanjuju učinke bakterijske kolonizacije.

## Pogledaj
- Bioničke kontaktne leće
- Recept za dioptrijska stakla
- Oštrina vida